# 尼谢米
尼谢米（義大利語：Niscemi），是意大利卡尔塔尼塞塔省的一个市镇。总面积96平方公里，人口26402人，人口密度275.0人/平方公里（2009年）。ISTAT代码为085013。